# Cantó de Perigús-Oest
El cantó de Perigús-Oest és un cantó francès del departament de la Dordonya, situat al districte de Perigús. Té 4 municipis i el cap és Perigús.

## Municipis
- Chancelada
- Colonhés e Champs Niers
- Marsac d'Eila
- Perigús

## Història
| Data d'elecció                           | Identitat       | Partit | Qualitat |
| ---------------------------------------- | --------------- | ------ | -------- |
| 1985-2001                                | Michel Dasseux  | PS     |          |
| 2001-                                    | Mireille Bordes | PS     |          |
| les dades anteriors no són pas conegudes |                 |        |          |
|                                          |                 |        |          |

## Demografia
| 1962 | 1968 | 1975 | 1982 | 1990   | 1999   | 2006   |
| ---- | ---- | ---- | ---- | ------ | ------ | ------ |
| -    | -    | -    | -    | 19.698 | 19.556 | 20.309 |